# ロシアン・ドール: 謎のタイムループ
『ロシアン・ドール: 謎のタイムループ』（原題：Russian Doll）は、アメリカ合衆国のコメディドラマシリーズ。誕生日に交通事故で死んでしまった主人公が、タイムループで同じ日を繰り返すミステリードラマ。ナターシャ・リオンが主演、製作を務める。Netflixにより制作され、2019年2月より世界同時に配信された。2022年4月20日、シーズン2が配信された。
番組はプライムタイム・エミー賞の作品賞、主演女優賞など4部門にノミネートされた。

## 登場人物

### メイン
ナディア・ブルボコフ
演 - ナターシャ・リオン、日本語吹替 - 清水はる香
主人公。ソフトウェアエンジニア。自分の36歳の誕生日にタイムループに陥る。
マキシン
演 - グレタ・リー、日本語吹替 - 小若和郁那
ナディアの友人で、彼女の誕生日パーティーを主催した。
ジョン・レイエス
演 - ユル・ヴァスケス、日本語吹替 - 山田浩貴
ナディアの元彼。不動産業者。
アラン
演 - チャーリー・バーネット、日本語吹替 - 福西勝也
ナディアのようにタイムループしている。
ルース・ブレナー
演 - エリザベス・アシュリー、日本語吹替 - 田村千恵
　若い頃 - ケイト・ジェニングス・グラント（シーズン1）、アニー・マーフィ（シーズン2）
セラピスト。ナディアの後見人。レノーラとも仲が良かった。
レノーラ・”ノラ”・ブルボコフ
演 - クロエ・セヴィニー、日本語吹替 - 下田屋有依
ナディアの母親。

### リカーリング
マイク・カーショウ
演 - ジェレミー・ボブ、日本語吹替 - 落合弘治
ベアトリスと不倫関係にあると思われる大学教授。
ホース
演 - ブレンダン・セクストン3世、日本語吹替 - 五味洸一
ナディアが助けたホームレス。
リジー
演 - レベッカ・ヘンダーソン、日本語吹替 - 杉山滋美
ナディアとマキシンの友人。
フェラン
演 - リテーシュ・ラジャン、日本語吹替 - 清水健佑
デリで働くアランの友人。
ベアトリス
演 - ダーシャ・ポランコ、日本語吹替 - 木村香央里
アランがプロポーズをしようとした彼女。
チェザレ・”チェズ・”カレラ
演 - シャールト・コプリー
1982年のレノーラの恋人。
ベラ・ペシャワー
演 - Irén Bordán
レノーラの母親でナディアの祖母。ホロコーストを生き延びたハンガリー系ユダヤ人で、1982年と1968年に登場する。
　1944年のベラ - Ilona McCrea
デリア（シーズン2）
演 - Athina Papadimitriu
ヴェラの長年の親友。ハンガリーでのポライモスから生き残ったロマ。1982年と1968年に登場する。
　1944年のデリア - Franciscka Farkas
デレク
演 - エフライム・サイクス
1982年の地下鉄を巡回するガーディアン・エンジェルスの一員。

### ゲスト
ウォードッグ
演 - ワリス・アルワリア、日本語吹替 - 五味洸一
マキシンが麻薬を買っている売人。
オードリー
演 - Mirirai Sithole、日本語吹替 - 小若和郁那
アランの隣の部屋に住む女性。
レニー
演 - サンドル・フュンテク
アグネス
演 - キャロリン・ミシェル・スミス
1962年に登場する、アランの祖母。
クリストフ・ハラース
演 - Balázs Czukor
ハンガリーの画家で、ナディア一家の財産を没収した矢十字党将校の孫。

## エピソード
| シーズン | シーズン | 話数 | 話数 | 放送期間      | 放送期間      |
| -------- | -------- | ---- | ---- | ------------- | ------------- |
|          | 1        | 8    | 8    | 2019年2月1日  | 2019年2月1日  |
|          | 2        | 7    | 7    | 2022年4月20日 | 2022年4月20日 |

＊各シーズン全話一斉配信

### シーズン1（2019）
| 通算 話数 | タイトル                                                 | 監督                   | 脚本                                                                                                | 公開日       |
| --------- | -------------------------------------------------------- | ---------------------- | --------------------------------------------------------------------------------------------------- | ------------ |
| 1         | "この世界は何もかも大変" "Nothing in This World Is Easy" | レスリー・ヘッドランド | 原案：ナターシャ・リオン & レスリー・ヘッドランド & エイミー・ポーラー 脚本：レスリー・ヘッドランド | 2019年2月1日 |
| 2         | "偉大なる逃避" "The Great Escape"                        | レスリー・ヘッドランド | ナターシャ・リオン & エイミー・ポーラー                                                             | 2019年2月1日 |
| 3         | "見せかけのぬくもり" "A Warm Body"                       | レスリー・ヘッドランド | アリソン・シルヴァーマン                                                                            | 2019年2月1日 |
| 4         | "アランのルーティン" "Alan's Routine"                    | ジェイミー・バビット   | Cirocco Dunlap & レスリー・ヘッドランド                                                             | 2019年2月1日 |
| 5         | "優越コンプレックス" "Superiority Complex"               | ジェイミー・バビット   | Jocelyn Bioh                                                                                        | 2019年2月1日 |
| 6         | "反映" "Reflection"                                      | ジェイミー・バビット   | Flora Birnbaum                                                                                      | 2019年2月1日 |
| 7         | "出口" "The Way Out"                                     | レスリー・ヘッドランド | 原案：アリソン・シルヴァーマン 脚本：アリソン・シルヴァーマン & レスリー・ヘッドランド              | 2019年2月1日 |
| 8         | "アリアドネ" "Ariadne"                                   | ナターシャ・リオン     | ナターシャ・リオン                                                                                  | 2019年2月1日 |

### シーズン2（2022）
| 通算 話数 | タイトル                                           | 監督               | 脚本                                           | 公開日        |
| --------- | -------------------------------------------------- | ------------------ | ---------------------------------------------- | ------------- |
| 1         | "時間を超えて" "Nowhen"                            | ナターシャ・リオン | ナターシャ・リオン                             | 2022年4月20日 |
| 2         | "コニー・アイランド・ベイビー" "Coney Island Baby" | アレックス・ブーノ | アリソン・シルヴァーマン & Zakiyyah Alexander  | 2022年4月20日 |
| 3         | "ブレインドレイン" "Brain Drain"                   | ナターシャ・リオン | ナターシャ・リオン & Alice Ju                  | 2022年4月20日 |
| 4         | "それぞれの旅" "Station to Station"                | アレックス・ブオノ | Alice Ju & リジー・ローズ & ナターシャ・リオン | 2022年4月20日 |
| 5         | "優美な死骸" "Exquisite Corpse"                    | アレックス・ブオノ | アリソン・シルヴァーマン                       | 2022年4月20日 |
| 6         | "シュレディンガーのルース" "Schrödinger's Ruth"    | アレックス・ブオノ | Cirocco Dunlap                                 | 2022年4月20日 |
| 7         | "マトリョーシカ" "Matryoshka"                      | ナターシャ・リオン | ナターシャ・リオン & Alice Ju                  | 2022年4月20日 |